# Stanislaw Drahun
Stanislaw Drahun (en bielorruso: Станіслаў Драгун; Minsk, Bielorrusia, 4 de junio de 1988) es un exfutbolista profesional bielorruso que jugaba de centrocampista. 

## Selección nacional
Fue miembro de la selección bielorrusa sub-21 que finalizó tercera en la Eurocopa Sub-21 de 2011. Jugó en todos los partidos y consiguió un penalti para su equipo (que convirtió Andréi Varankow) en la victoria por 2-0 en la fase de grupos contra la selección islandesa sub-21. El 10 de agosto de 2011, Drahun hizo su debut con la selección bielorrusa en la victoria por 1-0 ante Bulgaria en un partido amistoso. También jugó para la selección bielorrusa sub-23 que participó en el Torneo Esperanzas de Toulon de 2012, jugando los tres partidos y marcando un gol, y también recibiendo una tarjeta roja en el partido contra la selección mexicana sub-23.

### Goles internacionales
| #  | Fecha                | Lugar                               | Rival    | Gol marcado | Resultado | Competición                         |
| -- | -------------------- | ----------------------------------- | -------- | ----------- | --------- | ----------------------------------- |
| 1. | 7 de octubre de 2011 | Arena Națională, Bucarest, Rumanía  | Rumania  | 2–2         | 2–2       | Clasificación para la Eurocopa 2012 |
| 2. | 7 de junio de 2012   | Estadio Dinamo (Minsk), Bielorrusia | Lituania | 1–1         | 1–1       | Partido amistoso                    |

## Palmarés

### Títulos nacionales
| Título                      | Club         | País        | Año  |
| --------------------------- | ------------ | ----------- | ---- |
| Liga Premier de Bielorrusia | BATE Borísov | Bielorrusia | 2017 |
| Liga Premier de Bielorrusia | BATE Borísov | Bielorrusia | 2018 |
| Copa de Bielorrusia         | BATE Borísov | Bielorrusia | 2020 |
| Copa de Bielorrusia         | BATE Borísov | Bielorrusia | 2021 |
| Supercopa de Bielorrusia    | BATE Borísov | Bielorrusia | 2022 |